# Chloropidae
Chloropidae este o familie de muște cunoscute și ca muște de iarbă. Au fost descrise aproximativ 2000 de specii clasificate în mai mult de 160 de genuri. Sunt de obicei muște de mărimi mici, de culoare galbenă sau neagră și par a fi strălucitoare din cauza absenței virtuale a oricărui strat de păr. Majoritatea larvelor sunt fitofage, hrănindu-se în mare parte cu fire de iarbă, fiind mari dăunători ai cerealelor. Totuși, sunt cunoscute și specii parazite și prădătoare. Câteva specii sunt cleptoparazite.
Există câteva dovezi din eșantioane de chihlimbar cum că chloropidaele au existat în eocen și oligocen, deși unele sugerează că familia datează din cretatic sau chiar mai devreme.

## Genuri[3]
- Acanthopeltastes
- Agrophaspidium
- Allomedeia
- Alombus
- Amnonella
- Anacamptoneurum
- Anatrichus
- Anomoeoceros
- Anthracophagella
- Apallates
- Aphanotrigonella
- Aphanotrigonum
- Apotropina
- Aprometopis
- Aragara
- Archimeromyza
- Arcuator
- Assuania
- Aulacogaurax
- Bathyparia
- Batrachomyia
- Benjaminella
- Bharathella
- Biorbitella
- Cadrema
- Calamoncosis
- Camarota
- Camptoscinella
- Capnoptera
- Cauloscinis
- Caviceps
- Centorisoma
- Cerais
- Ceratobarys
- Cestoplectus
- Cetema
- Chaethippus
- Chaetochlorops
- Chloromerus
- Chloropella
- Chlorops
- Chloropsina
- Chromatopterum
- Collessimyia
- Coniochlorops
- Conioscinella
- Cordylosomides
- Coryphisoptron
- Crassivenula
- Cryptonevra
- Cyrtomomyia
- Dactylothyrea
- Dasyopa
- Deltastoma
- Desertochlorops
- Diastata
- Dicraeus
- Diplotoxa
- Disciphus
- Discogastrella
- Dysartia
- Ectecephala
- Elachiptera
- Elachiptereicus
- Elliponeura
- Enderleiniella
- Ensiferella
- Epichlorops
- Epimadiza
- Eribolus
- Eugaurax
- Eurina
- Eutropha
- Fiebrigella
- Gampsocera
- Gaurax
- Goniaspis
- Hapleginella
- Heteroscinis
- Heteroscinoides
- Hippelates
- Homalura
- Homaluroides
- Homops
- Incertella
- Indometopis
- Indophthalmus
- Javanoscinis
- Kurumemyia
- Kwarea
- Lagaroceras
- Lasiopleura
- Lasiosina
- Leucochaeta
- Lieparella
- Liohippelates
- Lioscinella
- Lipara
- Loxobathmis
- Malloewia
- Medeventor
- Meijerella
- Melanochaeta
- Melanochaetomyia
- Melanum
- Mepachymerus
- Merobates
- Merochlorops
- Merodonta
- Meromyza
- Meromyzella
- Metasiphonella
- Metopostigma
- Mimosepsis
- Monochaetoscinella
- Musca
- Myrmecosepsis
- Neodiplotoxa
- Neolcella
- Neoloxotaenia
- Neorhodesiella
- Neoscinella
- Nomba
- Notaulacella
- Olcanabates
- Olcella
- Onychaspidium
- Opetiophora
- Oscinella
- Oscinicita
- Oscinimorpha
- Oscinisoma
- Oscinoides
- Pachylophus
- Paracamarota
- Paraeurina
- Parameijerella
- Parasiphonella
- Parectecephala
- Pemphigonotus
- Phyladelphus
- Platycephala
- Platycephalisca
- Platyina
- Polyodaspis
- Pselaphia
- Pseudeurina
- Pseudochromatopterum
- Pseudogampsocera
- Pseudogaurax
- Pseudogoniopsita
- Pseudonomba
- Pseudopachychaeta
- Pseudothaumatomyia
- Pseudotricimba
- Psilacrum
- Psilochlorops
- Pterogaurax
- Rhodesiella
- Rhopalopterum
- Sacatonia
- Scoliophthalmus
- Semaranga
- Sepsidoscinis
- Siphlus
- Siphonella
- Siphonellomyia
- Siphonellopsina
- Siphonellopsis
- Siphunculina
- Speccafrons
- Steleocerellus
- Stenophthalmus
- Stenoscinis
- Strandimyia
- Strobliola
- Terusa
- Thaumatomyia
- Therina
- Thressa
- Thyridula
- Togeciphus
- Trichieurina
- Tricimba
- Tricimbomyia
- Trigonomma
- Tropidoscinis
- Tylopterna
- Vanchium
- Xena

## Galerie

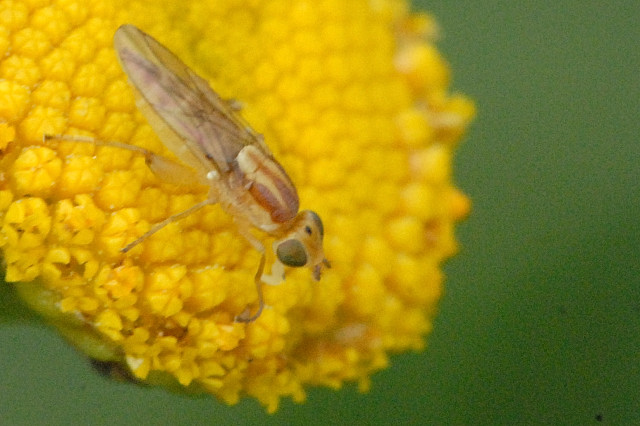
Meromyza saltatrix
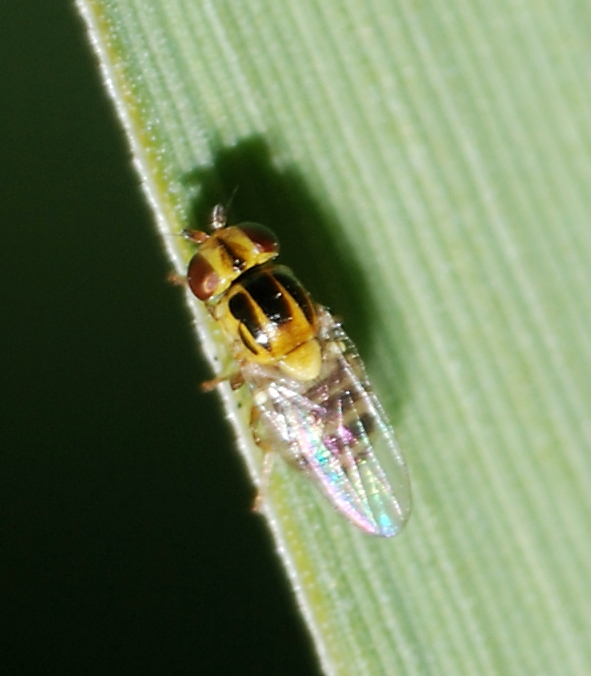
Thaumatomyia notata
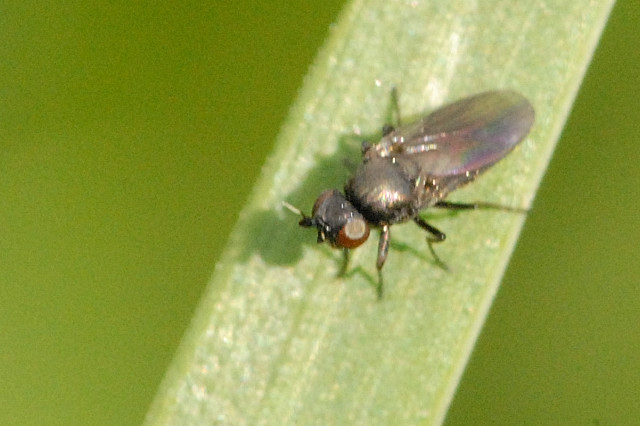
Oscinella sp.
- Meromyza sp. on Achillea millefolium (video, 1m 57s)
- Chlorops sp. on Tanacetum vulgare (video, 51s)

Vezi și:
- Imagini de la Diptera.info
- Imagini de la BugGuide